# Santos Dumont (Vila Velha)
Santos Dumont é um bairro localizado no município de Vila Velha, Espírito Santo, Brasil. Fica próximo aos bairros: Ibes, Itaparica e Jardim Colorado.